# Like You
Like You è una canzone scritta da Jermaine Dupri e Johnta Austin, e prodotta dallo stesso Dupri e da Bryan Michael Cox, per il quarto album del rapper statunitense Bow Wow, Wanted.
 
Nella canzone collabora la cantante R&B statunitense Ciara, dove collabora per la prima volta con Dupri. Ciara ha nuovamente lavorato insieme a Dupri nel 2008, in una collaborazione con il rapper Nelly, nella canzone Stepped On My J'z, appartenente al suo nuovo album Brass Knuckles (2008).

Il video della canzone è stato diretto da Bryan Barber, e si svolge in un appartamento in costruzione. Il video ha raggiunto la posizione #10 a BET's 106 & Park. Like You è la seconda top-10 di Bow Wow e la quarta di Ciara.

## Chart
| Chart (2005)                                    | Posizione |
| ----------------------------------------------- | --------- |
| U.S. Billboard Hot 100                          | 3         |
| U.S. Billboard Hot R&B/Hip Hop Singles & Tracks | 1         |
| U.S. Billboard Hot Rap Tracks                   | 1         |
| U.S. Billboard Pop 100                          | 9         |
| Ireland Singles Chart                           | 4         |
| Australian ARIA Top 50                          | 16        |
| Australian Urban Chart                          | 4         |
| Official UK Singles Chart                       | 17        |
| German Singles Chart                            | 39        |